# Marc Viader Bas
Marc Viader Bas (Cardedeu 1879-21 de julio de 1954), fue un empresario catalán del sector lechero. Hijo de Josep Viader Gesa y de María Bas Bot. Estuvo casado con Matilde Roger Canals con quien tuvo ocho hijos: José, Juan, Merced, Marc, Miquel, Francisco, Ricard y Jaume Viader Roger. 
Inició su relación con el sector lácteo trabajando como empleado en la Granja Comas de la calle Xuclà de Barcelona. El 1910 logró regentar este negocio que fue el inicio de una próspera actividad comercial que le llevó a comprar seis granjas más antes de 1936.
En 1925 participó en la fundación de Letona de la que llegó a ser el accionista mayoritario. El 1931 puso a su hijo Joan Viader Roger al frente de esta empresa, que a su vez fue cuando nació su idea de vender una bebida a base de cacao y leche. Esa bebida fue conocida como Cacaolat.
Su actividad como criador y comerciante de ganado contribuyó a la mejora e incremento de la cabaña de vacuno de Cataluña, potenciando la introducción de la raza frisona en el Vallès y ganando algún concurso sectorial.
Fundó en Cardedeu la granja Modelo que lleva su nombre, diseñada por el arquitecto Manuel Joaquim Raspall, a quien se debe también la remodelación de la Torre Viader.
Murió en Cardedeu en 1954 a sus 75 años.